# (34009) 2000 OX12
2000 OX12 (asteroide 34009) é um asteroide da cintura principal. Possui uma excentricidade de 0.15903960 e uma inclinação de 0.99432º.
Este asteroide foi descoberto no dia 23 de julho de 2000 por LINEAR em Socorro.